# 岡田茂吉美術文化財団
公益財団法人岡田茂吉美術文化財団は、静岡県熱海市に主たる事務所を置く公益財団法人。箱根美術館、MOA美術館の運営を行っている。

## 目的及び事業
創立者・岡田茂吉の思想哲学に基づき、世界的な美術思想の涵養を通じて人間の品性の向上及び平和愛好思想の醸成を図ることにより高度の文化的芸術国家の建設に寄与することを目的とし、美術品等の収集・保存・展示・公開、美術に関する調査研究・国際交流・美術教育、芸術家養成、学術・技芸の教授・普及などの日本文化の普及昴揚に関する事業を行う。

## 沿革
- 1952年（昭和27年）6月15日、箱根美術館開館。同年9月15日、財団法人東明美術保存会（現、公益財団法人岡田茂吉美術文化財団）設立
- 1953年（昭和28年）5月25日、箱根美術館別館建設
- 1957年（昭和32年）1月1日、熱海美術館（現、MOA美術館）開館
- 1976年（昭和51年）5月1日、美術館地鎮祭開催
- 1981年（昭和56年）12月23日、美術館竣工
- 1982年（昭和57年）1月11日、MOA美術館開館。同年2月27日、財団法人エム・オー・エー美術文化財団へ名称変更登録
- 1983年（昭和58年）6月20日、MOA美術館本館及び円形ホール 第24回建築業協会賞受賞
- 1985年（昭和60年）3月2日、光琳屋敷復元。同年7月31日、第1回薪能開催。同年12月22日、開館3周年記念事業レセプション開催
- 1986年（昭和61年）2月19日、第1回光琳茶会開催。同年6月2～3日、第1回光琳乾山忌茶会開催
- 1988年（昭和63年）8月1日、第1回MOA岡田茂吉賞授賞式開催
- 1989年（平成元年）12月15日、第1回MOA美術館全国児童作品展開催
- 1992年（平成4年）10月25日～11月18日、開館10周年記念特別展「野々村仁清展」開催　共催：石川県立美術館
- 1997年（平成9年）10月10日～31日、開館15周年・熱海市政60周年記念特別展「熱海再発見」開催
- 2002年（平成14年）2月5日、箱根美術館50周年・MOA美術館20周年 記念レセプション開催
- 2012年（平成24年）3月6日～25日、文化庁ミュージアム活性化支援事業 東日本大震災復興支援 特別公開「国宝紅白梅図屏風とMOA美術館の名品」 於仙台市博物館　同年7月21日、箱根美術館60周年・MOA美術館30周年記念レセプション開催
- 2013年（平成25年）4月1日、公益財団法人岡田茂吉美術文化財団に名称変更
- 2015年（平成27年）2月4日～3月3日、「尾形光琳300年忌記念特別展『燕子花と紅白梅』 光琳アート 光琳と現代美術」開催
- 2016年（平成28年）3月7日～、MOA美術館改修工事のため休館
- 2017年（平成29年）2月5日、MOA美術館リニューアルオープン[2]
- 2022年（令和4年）5月1日、箱根美術館70周年、MOA美術館40周年記念 能楽公演